# Hidaka (subprefectuur)

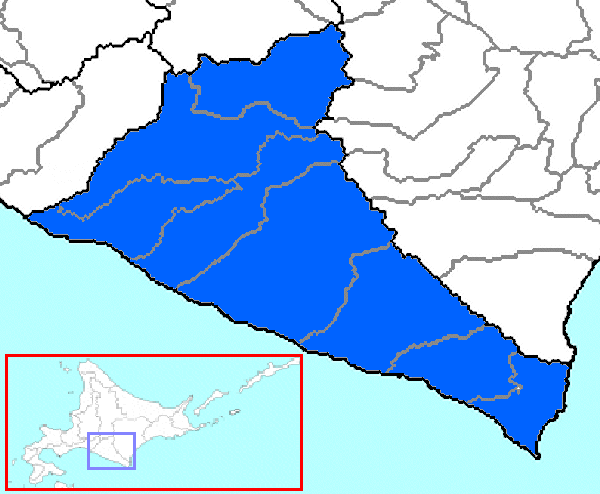
Kaart van de subprefectuur Hidaka.

 Hidaka  (Japans: 日高支庁,  Hidaka-shichō) is een subprefectuur van de prefectuur Hokkaido, Japan. Hidaka heeft een oppervlakte van 4811,91 km² en een bevolking van ongeveer 82.281 inwoners (2005). De hoofdstad is Urakawa. De subprefectuur werd opgericht in 1897 als suprefectuur Urakawa . In 1932 werd ze omgedoopt tot subprefectuur Hidaka.

## Geografie
Hidaka wordt begrensd door de subprefecturen Iburi, Kamikawa en Tokachi.
De administratieve onderverdeling is als volgt:

### Zelfstandige steden (市) shi
Er zijn geen steden in de suprefectuur Hidaka.

### Gemeenten (郡 gun)
De gemeenten van Hidaka, ingedeeld naar district:
| District  | Gemeenten           |
| --------- | ------------------- |
| Hidaka    | Shinhidaka          |
| Saru      | Hidaka - Biratori   |
| Niikappu  | Niikappu            |
| Urakawa   | Urakawa (hoofdstad) |
| Samani    | Samani              |
| Horoizumi | Erimo               |

### Fusies
(Situatie op 13 mei 2008) 
zie ook : Gemeentelijke herindeling in Japan
- Op 1 maart 2006 werd de gemeente Monbetsu van het district Saru aangehecht bij de gemeente Hidaka.

- Op 31 maart 2006 smolten de gemeenten Mitsuishi van het district Mitsuishi en Shizunai van het district Shizunai samen tot de nieuwe gemeente Shinhidaka in het nieuw gevormde district Hidaka. De districten Mitsuishi en Shizunai verdwenen beide door deze fusie.